# Cloramină
Cloramina sau monocloramina este un compus anorganic cu formula chimică NH2Cl. Face parte din categoria cloraminelor amoniacului, împreună cu dicloramină (NHCl2) și triclorură de azot (NCl3). Este un lichid incolor și are un punct de topire de −66 °C, dar se află de obicei sub formă de soluție apoasă. Este utilizată sub această formă pentru efectul dezinfectant. Este instabilă la temperatură.